# ModeHuman
modeHuman é o álbum de estréia da banda de rock brasileira Far From Alaska, lançado em 13 de maio de 2014. O álbum foi gravado nos estúdios Tambor no Rio de Janeiro e produzido por Pedro Garcia, antigo baterista do grupo de rap rock Planet Hemp. Foi masterizado em Seattle por Chris Hanzsek, que já trabalhou com Soundgarden, Melvins e Skin Yard.
modeHuman é um álbum conceitual que trata de uma "roboa" — isto é, um robô do sexo feminino — que chega à Terra com a missão de assimilar as emoções e nuances dos relacionamentos humanos. A lista de faixas compõe, assim, uma espécie de "manual" para a roboa. Musicalmente falando, mistura estilos diversos, incluindo stoner rock, hard rock, grunge, heavy metal, música eletrônica, entre outros. Foi bem recebido pela crítica, com boa parte das resenhas elogiando a voz de Emmily e o instrumental do grupo, embora alguns tenham considerado o álbum longo demais e repetitivo.

## Conceito e composição
De acordo com o criador da capa Alexandre Wake, o álbum "trabalha com o conceito de robótica através da humanização da máquina e aprendizado humano através da música". Segundo a tecladista Cris Botarelli, a figura mostrada na capa é uma "roboa" — isto é, uma robô feminina — recém-chegada à Terra e cuja missão é substituir um ser humano na sociedade. Para isso, deverá aprender "várias nuances das pessoas, seus relacionamentos, suas conexões sentimentais e tudo aquilo que faz da gente mais que um monte de equações lógicas e números." As faixas do disco formam algo como um "manual de perspectivas pra roboa assimilar". Musicalmente falando, a tecladista diz não ter como explicar muito. "É essa doidera aí, [...] é guitarra pesada, tecladinhos malucos, baixo com synth."
A imagem foi registrada na Praia de Pipa. A modelo é uma amiga dos integrantes e a roupa que ela usa foi emprestada pela vocalista Emmily Barreto ou por Cris. Alexandre completou a imagem com as estruturas que recobrem o busto e as mãos da modelo.
Inicialmente, a intenção do grupo era incluir apenas músicas inéditas no disco, mas, durante as gravações, acabaram decidindo por regravar e incluir as quatro faixas do EP lançado anteriormente, Steriochrome, tanto pelo fato de terem percebido que as faixas são parte do momento de formação da banda e de sua identidade, quanto pela temática das letras terem se encaixado no conceito do álbum.
modeHuman foi considerado por críticos e jornalistas como um trabalho de stoner rock, sendo que alguns deles identificaram ainda elementos de grunge,
 hard rock, heavy metal, rock progressivo, música eletrônica, indie rock e blues. O trabalho é influenciado por artistas de grunge, stoner rock e rock de garagem como Nirvana, Queens of the Stone Age e Jack White.

## Informação das faixas
"Thievery" foi escolhida como faixa de abertura por ter sido a primeira composição da banda. A letra fala de ciúmes e o grupo considera seu riff o melhor que já fizeram. A faixa recebeu um clipe promocional. "Deadman" fala sobre chegar ao fundo do poço e sair dele. A composição foi feita em várias partes, chegando a uma versão final densa. Aos 2:13 da faixa, é possível ouvir o baterista Lauro Kirsch falando em alemão sobre falar em alemão. "Another Round", a favorita de Lauro, traz um tema parecido, falando sobre superação e persistência. "Politiks" foi a faixa mais rápida para ser composta, tendo sido criada numa viagem de carro para uma reunião da banda. O riff de lap steel, tocado por Cris, marca o primeiro contato dela com o instrumento. Ao final da faixa, Rafael usa um vocoder, mesmo não sendo falante do inglês. A letra fala sobre "politicagem, uso de influências para subjugar uma pessoa e restringir sua liberdade, em qualquer aspecto." A faixa levou o prêmio de Melhor Música do Ano no Prêmio Hangar de Música.
"About Knifes" foi considerada por Cris como um resumo do álbum. Foi a terceira faixa a receber um vídeo, com cenas gravadas na Argentina, Chile, Brasil, Inglaterra e Índia. A epígrafe da faixa vem do poema "O homem, as viagens", de Carlos Drummond de Andrade. "Rolling Dice" aborda a hesitação em se fazer a coisa certa ou errada quando não são aquilo que se quer fazer. Recebeu um lyric vídeo. "Mama" foi a segunda composição do grupo e fala sobre "crescer e se descobrir em um mundo bem diferente das historinhas em quadrinhos, conflito comum do final da adolescência." "Greyhound", batizada com o nome de uma raça de cães ingleses notória pela sua velocidade trata de "greyhounds humanos", pessoas que seguem suas vidas da maneira que querem e de forma alheia às pressões sociais. Foi composta antes do lançamento de Stereochrome e por pouco não constou em sua lista de faixas.
"Communication" é a única faixa que não foi totalmente feita pela banda. É fruto de uma parceria de 2008 entre Cris e um amigo da banda, Henrique Geladeira. Juntos, eles formavam uma banda de balada que só tocava covers e tinham duas músicas autorais. "Communication" é uma delas. A versão deste álbum difere muito da versão original e sua letra passou a tratar de como a falta de comunicação pode levar ao fim de um relacionamento amoroso. "The New Heal" foi a terceira composição da banda e é uma das faixas oriundas de Stereochrome. A regravação para o disco sofreu alterações no refrão.
"Tiny Eyes" fala sobre o resgate de um passarinho, sendo que a ave em questão é uma metáfora para uma pessoa que engole seu orgulho e se deixa ser ajudada. "modeHuman, Pt.1" é a explicação do conceito do álbum, falando sobre uma pessoa que será substituída por um robô que deve aprender sobre as relações humanas. "Rainbows" fala sobre homossexualidade e foi a última faixa a ficar pronta. "Monochrome", a faixa de encerramento, conta a história de uma pessoa que "cansou de lutar contra sua própria natureza e aceitou o fato que não temos controle de nada e que não importa o que faça, problemas vão surgir independentemente do quanto você se proteja". Aos 6:29, há uma faixa escondida, "modeHuman, Pt. 2", que começa cheia de sons eletrônicos e lentamente vai se tornando mais limpa e com inconstâncias em seu andamento, simbolizando a transformação de um robô mecânico para uma criatura orgânica e imperfeita — a missão da "roboa", portanto, está cumprida.

## Faixas
| N.º            | Título                                                                       | Duração |  |
| 1.             | "Thievery"                                                                   | 4:02    |  |
| 2.             | "Deadmen"                                                                    | 3:08    |  |
| 3.             | "Dino vs. Dino"                                                              | 4:10    |  |
| 4.             | "Politiks"                                                                   | 3:54    |  |
| 5.             | "Another Round"                                                              | 4:00    |  |
| 6.             | "About Knives"                                                               | 3:49    |  |
| 7.             | "Rolling Dice"                                                               | 2:56    |  |
| 8.             | "Mama"                                                                       | 3:48    |  |
| 9.             | "Greyhound"                                                                  | 3:32    |  |
| 10.            | "Communication"                                                              | 3:33    |  |
| 11.            | "The New Heal"                                                               | 4:50    |  |
| 12.            | "Tiny Eyes"                                                                  | 4:09    |  |
| 13.            | "modeHuman, Pt. 1"                                                           | 1:38    |  |
| 14.            | "Rainbows"                                                                   | 4:17    |  |
| 15.            | "Monochrome" (contém a faixa escondida "modeHuman, Pt. 2" a partir dos 6:29) | 9:22    |  |
| Duração total: | Duração total:                                                               | 61:01   |  |

Todas as canções escritas e compostas por Emmily Barreto, Cris Botarelli, Rafael Brasil, Edu Figueira e Lauro Kirsch, Exceto Faixa 10 por Cris Botarelli e Henrique Geladeira.

## Recepção da crítica
| Críticas profissionais | Críticas profissionais |
| Avaliações da crítica  | Avaliações da crítica  |
| Fonte                  | Avaliação              |
| ---------------------- | ---------------------- |
| Rolling Stone Brasil   | [ 8 ]                  |
| Território da Música   | [ 9 ]                  |
| Punk Net               | [ 10 ]                 |
| O Grito!               | [ 17 ]                 |
| Music on the Run       | [ 18 ]                 |

O álbum foi eleito o nono melhor disco nacional de 2014 pela Rolling Stone Brasil. e recebeu resenhas positivas após seu lançamento. Leonardo Dias Pereira da Rolling Stone Brasil considerou o álbum "um debute dos mais surpreendentes do rock nacional" e afirmou que as faixas são "todas construídas com um instrumental consistente embalado pela voz poderosa e cheia de personalidade de Emmily Barreto". Tate Montenegro, escrevendo para o Território da Musica, disse que o grupo é "bom de riff" e que cada uma das faixas tinha "sua própria personalidade, mas todas elas são coerentes, dando a [sic] banda uma identidade".
Escrevendo para o Punk Net, Renata Py afirmou que as canções são "de boa qualidade com som agressivo, ousado e intrigante" e comparou o trabalho da vocalista Emily Barreto ao de Johnette Napolitano do Concrete Blonde, elogiando também a parte instrumental da banda. Rafael Curtis, da Revista O Grito!, considerou o Far From Alaska uma "surpresa" do rock brasileiro e afirmou que "faixas como 'Dino Vs Dino', 'Thievery' e 'Politiks', lançadas antes do disco oficial sair, já antecipavam que a banda estava um passo adiante do que o independente brasileiro vinha fazendo em questão de rock pesado." Contudo, ele sentiu que o álbum perdeu força ao final por repetir passagens. Fagner Morais, do Music on the Run, considerou o álbum bom e promissor, mas criticou-o por ser longo demais e por conter algumas faixas descartáveis e pouco empolgantes.

## Créditos
- Emmily Barreto - vocal
- Cris Botarelli - sintetizador, lap steel e vocal
- Rafael Brasil - guitarra, vocoder em "Politiks"
- Edu Filgueira - baixo e backing vocal
- Lauro Kirsch - bateria, spoken words em "Deadman"

### Pessoal técnico
- Produzido, gravado e mixado por: Pedro Garcia no Estúdio Tambor (Rio de Janeiro)
- Masterizado por: Chris Hanzsek no Hanzsek Audio (Seattle - EUA)
- A&R: Rafael Ramos
- Coordenação: Larissa Conforto e Luiz Caetano
- 3D still: Alexandre Wake
- Direção de arte: Alexandre Wake e Rafael Brasil
- Fotografia: Jomar Dantas